# Collegio uninominale Abruzzo - 05
Il collegio elettorale uninominale Abruzzo - 05 è stato un collegio elettorale uninominale della Repubblica Italiana per l'elezione della Camera dei deputati tra il 2017 ed il 2022.

## Territorio
Come previsto dalla legge elettorale italiana del 2017, il collegio era stato definito tramite decreto legislativo all'interno della circoscrizione Abruzzo.
Era formato dal territorio di 84 comuni: Altino, Archi, Arielli, Atessa, Bomba, Borrello, Canosa Sannita, Carpineto Sinello, Carunchio, Casalanguida, Casalbordino, Casoli, Castel Frentano, Castelguidone, Castiglione Messer Marino, Celenza sul Trigno, Civitaluparella, Civitella Messer Raimondo, Colledimacine, Colledimezzo, Crecchio, Cupello, Dogliola, Fallo, Fara San Martino, Fossacesia, Fraine, Fresagrandinaria, Frisa, Furci, Gamberale, Gessopalena, Gissi, Giuliano Teatino, Guilmi, Lama dei Peligni, Lanciano, Lentella, Lettopalena, Liscia, Montazzoli, Montebello sul Sangro, Monteferrante, Montelapiano, Montenerodomo, Monteodorisio, Mozzagrogna, Ortona, Paglieta, Palena, Palmoli, Palombaro, Pennadomo, Pennapiedimonte, Perano, Pietraferrazzana, Pizzoferrato, Poggiofiorito, Pollutri, Quadri, Rocca San Giovanni, Roccascalegna, Roccaspinalveti, Roio del Sangro, Rosello, San Buono, San Giovanni Lipioni, San Salvo, San Vito Chietino, Santa Maria Imbaro, Sant'Eusanio del Sangro, Scerni, Schiavi di Abruzzo, Taranta Peligna, Tollo, Torino di Sangro, Tornareccio, Torrebruna, Torricella Peligna, Treglio, Tufillo, Vasto, Villa Santa Maria e Villalfonsina.
Il collegio era quindi interamente compreso nella provincia di Chieti.
Il collegio era parte del collegio plurinominale Abruzzo - 01.

## Eletti
| Elezione | Elezione | Deputato       | Partito            |
| -------- | -------- | -------------- | ------------------ |
|          | 2018     | Carmela Grippa | Movimento 5 Stelle |

## Dati elettorali

### XVIII legislatura
Come previsto dalla legge elettorale, 232 deputati erano eletti con sistema a maggioranza relativa in altrettanti collegi uninominali a turno unico.
| Candidati              | Candidati                | Voti    | %     | Liste                    | Voti    | %     |
| ---------------------- | ------------------------ | ------- | ----- | ------------------------ | ------- | ----- |
|                        | Carmela Grippa ✔️ Eletto | 61 959  | 42,98 | Movimento 5 Stelle       | 61 959  | 42,98 |
|                        | Enrico Di Giuseppantonio | 48 071  | 33,35 | Forza Italia             | 20 161  | 13,99 |
| Lega                   | Enrico Di Giuseppantonio | 48 071  | 33,35 | 15 056                   | 10,44   |       |
| Fratelli d'Italia      | Enrico Di Giuseppantonio | 48 071  | 33,35 | 7 147                    | 4,96    |       |
| Noi con l'Italia – UDC | Enrico Di Giuseppantonio | 48 071  | 33,35 | 5 707                    | 3,96    |       |
|                        | Marusca Miscia           | 24 502  | 17,00 | Partito Democratico      | 17 441  | 12,10 |
| Italia Europa Insieme  | Marusca Miscia           | 24 502  | 17,00 | 3 923                    | 2,72    |       |
| +Europa                | Marusca Miscia           | 24 502  | 17,00 | 1 925                    | 1,34    |       |
| Civica Popolare        | Marusca Miscia           | 24 502  | 17,00 | 1 213                    | 0,84    |       |
|                        | Giuseppe Marisi          | 3 845   | 2,67  | Liberi e Uguali          | 3 845   | 2,67  |
|                        | Daniela Spadaro          | 1 428   | 0,99  | Potere al Popolo!        | 1 428   | 0,99  |
|                        | Marco Pasquini           | 1 129   | 0,78  | CasaPound                | 1 129   | 0,78  |
|                        | Andrea Marcolongo        | 1 120   | 0,78  | Italia agli Italiani     | 1 120   | 0,78  |
|                        | Domenico Puca            | 933     | 0,65  | Partito Comunista        | 933     | 0,65  |
|                        | Alessandra Pantalone     | 753     | 0,52  | Il Popolo della Famiglia | 753     | 0,52  |
|                        | Maria Luisa Rossi        | 217     | 0,15  | Partito Valore Umano     | 217     | 0,15  |
|                        | Cristina Pacifico        | 204     | 0,14  | 10 Volte Meglio          | 204     | 0,14  |
| Totale                 | Totale                   | 144 161 | 100   |                          | 144 161 | 100   |
|                        |                          |         |       |                          |         |       |
| Voti non validi        | Voti non validi          | 5 663   | 3,78  |                          |         |       |
| Votanti                | Votanti                  | 149 824 | 75,08 |                          |         |       |
| Elettori               | Elettori                 | 199 540 |       |                          |         |       |